# Lipkenskothen
Lipkenskothen ist eine Ortslage im Norden der bergischen Großstadt Wuppertal.

## Lage und Beschreibung
Die Ortslage liegt auf einer Höhe von 270 m ü. NHN im Bereich der gleichnamigen Straße im Osten des Wohnquartiers Eckbusch im Stadtbezirk Uellendahl-Katernberg. Benachbarte Ortslagen sind neben dem Siedlungskern von Eckbusch das im Nahbereich liegende Am Räuber sowie Acker, Am Rohm, In den Birken, Am Baum, Grenze Jagdhaus, An der Voßdelle und Am Luhnberg.

## Geschichte
Die Ortslage ist aus einem Kotten hervorgegangen, der bereits 1520 als Lypshuyß urkundlich erwähnt wurde. Es ist zu vermuten, dass diese Bezeichnung auf einen Besitzer namens Phillip hinweist, siehe auch Lipkens Katernberg.
1832 gehörte Lipkenskothen zur Katernberger Rotte des ländlichen Außenbezirks des Kirchspiels und der Stadt Elberfeld. Der laut der Statistik und Topographie des Regierungsbezirks Düsseldorf ebenfalls als Kotten kategorisierte Ort wurde als im Lippkeskothen bezeichnet und besaß zu dieser Zeit ein Wohnhaus und ein landwirtschaftliches Gebäude. Zu dieser Zeit lebten 13 Einwohner im Ort, alle evangelischen Glaubens. Für 1815/16 wird keine Einwohnerzahl genannt. Eine weitere Namensform des Ortes war Lipkeskothen (1850), um 1930 wird die Ortslage auch als Birkerhöhe bezeichnet.
Neben dem Wohnplatz wurde in den 1930er Jahren ein Sportplatz angelegt, der zusammen mit der ursprünglichen Wohnbebauung in den 1980er Jahren abgetragen wurde. Das Gelände wurde zum Jahrtausendwechsel neu bebaut und eine neu gebaute und am 21. September 2000 eröffnete Erschließungsstraße des Neubaugebiets erhielt den Namen Lipkenskothen.